# Yong Ji
König Yōng Jǐ (chinesisch 雍己), oder Lü Ji, herrschte als achter König der Shang-Dynastie über China. Er war der jüngere Bruder des Königs Xiao Jia.

## Leben
In den Aufzeichnungen des Großen Historikers wurde er von Sima Qian als achter Shang-König aufgeführt, als Nachfolger seines Bruders Xiao Jia (小甲). Er wurde im Jahr von Jiaxu (甲戌) inthronisiert. Seine Hauptstadt war Bo (亳). Er regierte 12 Jahre lang, erhielt posthum den Namen Yong Ji und wurde von seinem Bruder Tai Wu (太戊) abgelöst.
Orakelknocheninschriften, die in Yinxu ausgegraben wurden, berichten alternativ, dass er der achte Shang-König war, der seinem Bruder Tai Wu (大戊) folgte, den posthumen Namen Lü Ji (呂己) erhielt und von seinem Neffen Zhong Ding (中丁) abgelöst wurde. Die Wirtschaft begann unter seiner Herrschaft zu verfallen. Die Lehnsfürsten fanden sich nicht mehr zu seiner Audienz ein.